# Helmut Brenner
Helmut Brenner, född den 1 januari 1957 i Mürzzuschlag i Steiermark, död 17 februari 2017, var en österrikisk etnomusikolog.
Brenner bedrev sina högre studier vid Universität für Musik und darstellende Kunst Graz, där han från 1987 var lärare. Hans främsta forskningsområde var latinamerikansk musik.